# Carl Christian Sparmann

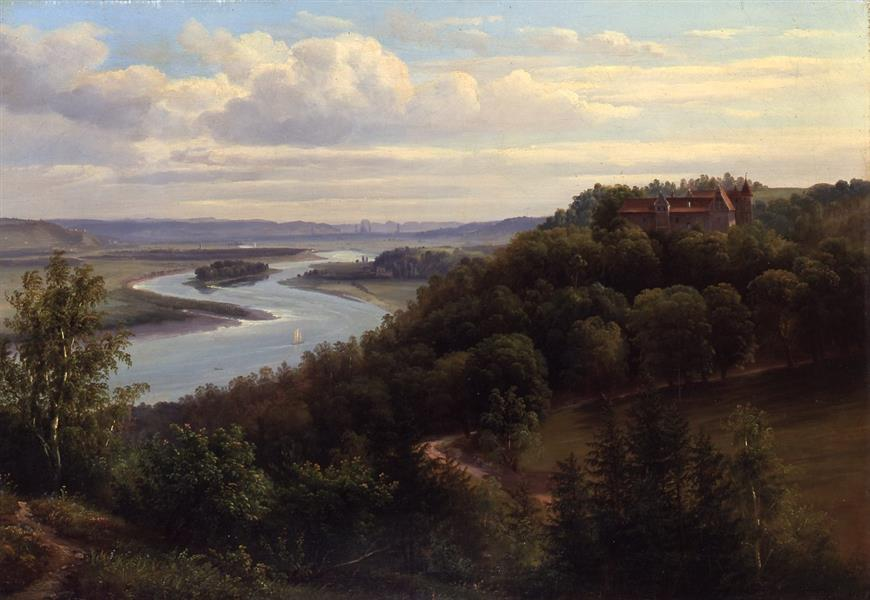
Schloss Scharfenberg bei Meißen

Carl Christian Sparmann (auch: Karl Christian Sparmann, * 3. Februar 1805 in Hintermauer bei Meißen; † 18. Dezember 1864) war ein deutscher Landschaftsmaler der Romantik.

## Leben
Seinen ersten künstlerischen Unterricht erhielt er als Blumenmaler an der Königlichen Porzellanmanufaktur in Meißen. Ab 1822 studierte er an der Kunstakademie in Dresden, wo er durch den norwegischen Maler Johan Christian Clausen Dahl zum Landschaftsmaler ausgebildet wurde. Anschließend verbrachte er viele Jahre als Zeichenlehrer am Bodensee und in Rom. 1828 ging er in die Schweiz, um Naturstudien zu machen. Seinen weiteren Lebensmittelpunkt hatte er in Dresden.
Die meisten Bilder Sparmanns behandeln Motive aus den Schweizer und Tiroler Alpen, doch hat er auch zahlreiche Bilder nach Motiven aus der näheren und weiteren Umgebung von Dresden erstellt.

## Werke (Auszug)
- Die Wetterhörner in der Schweiz, 1838
- Verschneite Berggipfel, Öl, 1844
- Partie an der Prießnitz, 1844
- Die alte Elbe bei Dessau, 1844
- Schloss Scharfenberg bei Meißen, 1859
- Der Giessbach im Berner Oberland, 1862